# Fuzzy-Wuzzy
Fuzzy-Wuzzy est un poème de l'auteur et poète anglais Rudyard Kipling, publié en 1892 dans le cadre des Barrack Room Ballads (en). Il décrit le respect du simple soldat pour la bravoure des guerriers Hadendoa qui ont combattu l'armée britannique au Soudan et en Érythrée.

## Contexte

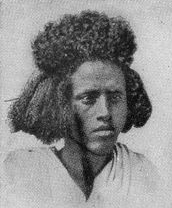
Un nomade Hadendoa.

Fuzzy-Wuzzy est le terme utilisé par les soldats britanniques pour désigner les guerriers Bedja qui soutiennent le Mahdi du Soudan lors de la guerre mahdiste. Ce terme fait référence à la coiffure tiffa élaborée, appréciée par la tribu Hadendoa, une subdivision du peuple Bedja.
Le peuple Bedja est l'un des nombreux groupes soutenant le Mahdi. Il est divisé en six tribus : Hadendoa, Halanga, Amarar (en), Beni-Amer (en), Habab et Bisharin. Toutes semi-nomades, elles habitent les collines de la mer Rouge au Soudan, le désert Libyque et le sud de l'Égypte. Les Bedja fournissent un grand nombre de guerriers aux forces mahdistes. Armés d'épées et de lances, certains portent des fusils à chargement par la culasse, pris aux forces égyptiennes. Certains ont acquis une expérience militaire au sein de l'armée égyptienne.

### Héritage
L'expression "Fuzzy Wuzzy Angels (en)" est utilisée par les soldats australiens pendant la Seconde Guerre mondiale pour désigner les brancardiers de Papouasie-Nouvelle-Guinée. Ce terme n'est pas considéré comme problématique lorsqu'il est utilisé par Kipling et par les soldats britanniques pendant la campagne du Soudan, ni par les soldats australiens au XXe siècle, cependant, plus récemment, certains le perçoivent comme une insulte raciale''.

## Poème
Le poème de Kipling Fuzzy-Wuzzy loue les Hadendoa pour leurs prouesses martiales, car "malgré tout, Fuzzy-Wuzzy, vous avez brisé le carré (en)". Cela peut faire référence à l'une ou aux deux batailles historiques entre les forces britanniques et mahdistes, où les carrés d'infanterie britannique sont "brisés" par les troupes de la tribu. La première occasion a lieu lors de la bataille de Tamai, le 13 mars 1884, et la seconde, le 17 janvier 1885, lors de la bataille d'Abu Kléa. Le narrateur de Kipling, un fantassin, parle avec admiration des Fuzzy-wuzzys, louant leur bravoure qui, bien qu'insuffisante pour vaincre les Britanniques, leur permet au moins de se vanter d'avoir "détruit la place", un exploit dont peu d'autres ennemis britanniques peuvent alors se vanter.
Benjamin Britten adapte le poème pour sa chanson du même nom entre 1922 et 1923, et il est revisité à nouveau en 1968. Il reste inédit.

## Autres références
T.S. Eliot inclut le poème dans son recueil de 1941, A Choice of Kipling's Verse (en).